# Gimantis authaemon
Gimantis authaemon es una especie de mantis de la familia Mantidae.

## Distribución geográfica
Se encuentra en India Tailandia.